# سيبيلا رايتون ماسترز

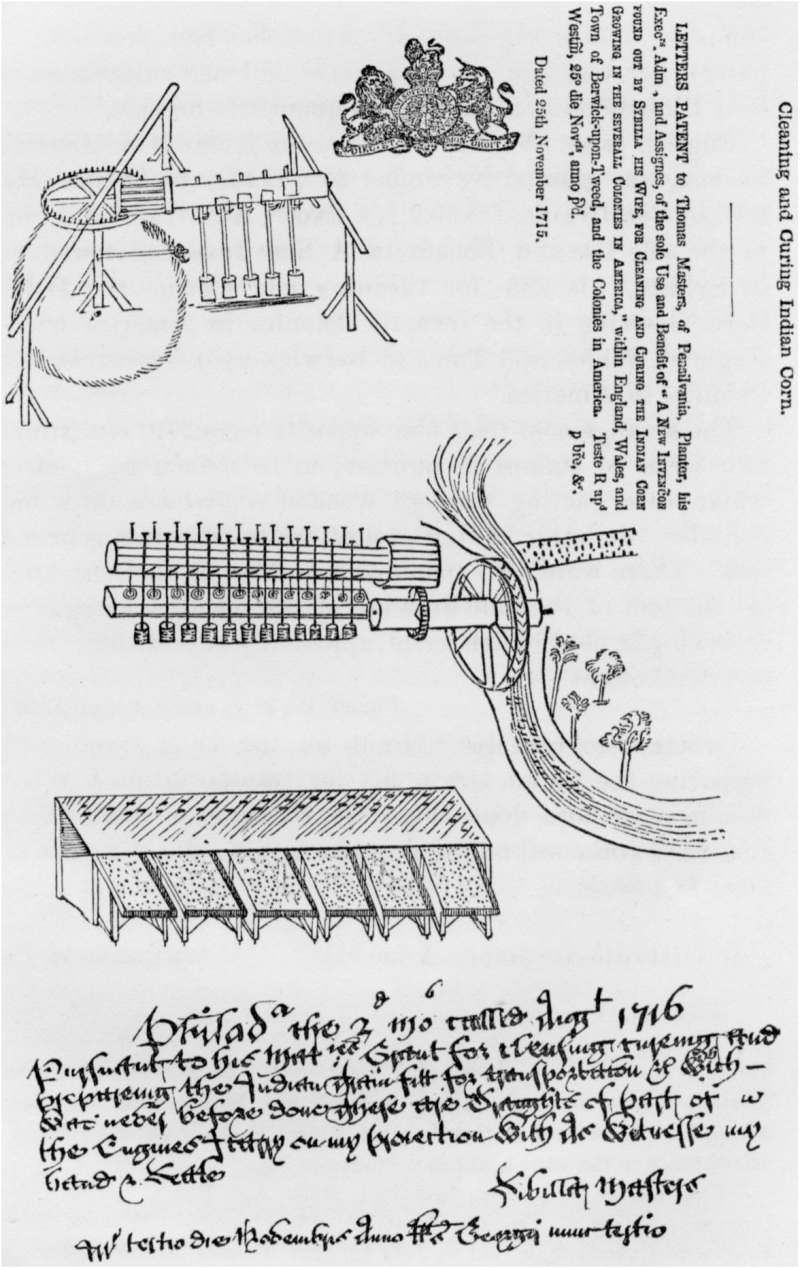
براءة اختراع تنظيف ومعالجة الذرة الهندية، قدمت الاختراع سيبيلا ماسترز ولكن تم منح براءة الاختراع لزوجها توماس ماسترز لأنه لا يمكن التعرف على النساء بشكل قانوني.

سيبيلا رايتون ماسترز (1676 - 23 أغسطس 1720) هي مخترعة أمريكية، وهي أول شخص مقيم في المستعمرات الأمريكية يحصل على براءة اختراع إنجليزية، وربما أيضًا كانت أول مخترعة ماكينات قوقازية معروفة في أمريكا، حصلت على براءة اختراع لمطحنة ذرة في عام 1715 باسم زوجها، حيث لم يُسمح للنساء بامتلاك براءات اختراع خاصة بهن في ذلك الوقت، كما حصلت على براءة اختراع لعملية صنع القبعات.
لا يُعرف الكثير عن حياة سيبيلا المبكرة، لكن محتمل أن تكون قد ولدت في برمودا عندما هاجر والدها من هناك عام 1687.

## النشأة
يعتقد أنها ولدت حوالي عام 1676، وفي عام 1687 هاجرت هي وأخواتها الست من برمودا إلى بلدة برلنغتون بولاية نيو جيرسي (على طول نهر ديلاوير) مع والديها الكويكرز سارة ووليام رايتون. ظهرت سيبيلا رايتون لأول مرة في السجلات الاستعمارية عام 1692 عندما أدلت بشهادتها لوالدها في محاكم نيوجيرسي، وفي وقت ما بين 1693 و 1696 تزوجت تاجر ومالك أرض ثرى يدعى توماس ماسترز وهو من الكويكرز، كان لديهم أربعة أطفال هم ماري وسارة وتوماس ووليام.

## رحلة إلى لندن
في 24 يونيو عام 1712 غادرت ماسترز عائلتها وتوجهت إلى لندن لمتابعة براءات الاختراع لأفكارها في الاختراع، في عام 1712 كانت بعض المستعمرات الأمريكية تُصدر براءات اختراع، لكن بنسيلفانيا لم تكن من بينها. في 25 نوفمبر 1715 تم منحها البراءة من قبل الملك جورج الأول ملك بريطانيا باسم زوجها لعملية «تنظيف ومعالجة زراعة الذرة الهندية في العديد من المستعمرات الأمريكية» الموضحة بشكل صحيح.
لولا زوجها توماس ماسترز لكان اسم سيبيلا ماسترز قد ضاع من التاريخ مثل العديد من النساء المخترعات قبلها وبعدها، ذكرت ماسترز في تقديم براءة الاختراع أنها كانت فكرتها وعندما تم إصدار البراءة صرح الملك جورج الأول علنًا أنها كانت فكرتها، حصلت ماسترز على براءة اختراعها الثانية لطريقة نسج القش وأوراق بالميتو في القبعات وأغطية الرأس أيضًا تحت اسم زوجها، فتحت متجرًا في لندن استخدم هذه العملية وباعت العديد من القبعات والقبعات الشعبية، عادت ماسترز إلى بنسيلفانيا في 25 مايو 1716.

## تفاصيل الاختراع
تم منح ماسترز أول براءة اختراع عن طريقة جديدة لعلاج وإعداد دقيق الذرة المستخدم في عملية الدمغ بدلاً من الطحن، تتكون الآلة من أسطوانة خشبية طويلة مع إسقاطات على كل جانب، مما تسبب في سقوط سلسلة من المدقات الثقيلة على قذائف الهاون المليئة بحبات الذرة، تم تشغيل هذا الاختراع بواسطة الخيول أو عجلات المياه، أنتجت ماسترز منتجًا يدعى «أرز توسكارورا» تم الإعلان عنه زورًا وبيعه كعلاج لمرض السل، في حين أن المنتج لم يقبض عليه في إنجلترا فقد أصبح عنصرًا أساسيًا في النظام الغذائي الجنوبي الشرقي، ويعرف اليوم باسم الفريك.
تم وصف تاريخ ماسترز وأرز توسكارورا لأول مرة في عام 1844 من قبل جون فانينج واتسون، ووصفت السلطات الطبية أرز توسكارورا بأنه دجل.
تم منح ماسترز براءة الاختراع الثانية لعملية جديدة لصنع القبعات وغطاء الرأس باستخدام القش وأوراق بالميتو، تم استخدام العملية لإنشاء العديد من السلع المنسوجة الأخرى أيضًا مثل السلال والحُصر وأغطية الأثاث.